# Up'n Down
Up'n Down es un videojuego arcade publicado por Sega en 1983.

## Argumento
Up'n Down es un juego de conducción que -al igual que otros juegos de la empresa como Zaxxon- posee una vista de tres cuartos. El objetivo es recoger banderas coloreadas. Los colores de éstas son: verde claro, blanco, azul, rojo, oliva, verde, magenta, amarillo y negro. Estas deben ser recolectadas en cierto periodo de tiempo para poder así obtener el máximo puntaje posible. Para hacer más difícil el viaje, el jugador tendrá que lidiar con otros autos, baches, puentes, cuestas y caminos que se cortan abruptamente. A medida que uno avanza en el juego, los obstáculos se hacen más notorios y difíciles de esquivar, haciendo más complicada la tarea de recoger todas las banderas. Conducir nunca había sido una tarea tan dura desde la hora pico en Madrid.

## Puntaje
- Saltar un camión: 1000 puntos
- Saltar un auto de carreras: 2000 puntos

El jugador obtiene también puntos según el tiempo que haya tardado en completar el nivel. Los tiempos y puntos son: 
- 0 - 19 segundos: 20000 puntos
- 20 - 29 segundos: 10000 puntos
- 30 - 39 segundos: 5000 puntos
- 40 - 49 segundos: 3000 puntos
- 50 - 59 segundos: 1000 puntos
- 60 segundos en adelante: 0 puntos

## Versiones domésticas

### Consolas
- Atari 2600 (1983)
- Colecovision (1984)
- Atari XEGS
- Sega Saturn (1997, Sega Memorial Selection Vol.1)

### Computadoras
- Atari 800 (1984)
- Commodore C64 (1985)
- Apple II